# Municipio de Franklin (condado de Izard)
El municipio de Franklin (en inglés: Franklin Township) es un municipio ubicado en el condado de Izard en el estado estadounidense de Arkansas. En el año 2010 tenía una población de 393 habitantes y una densidad poblacional de 6,35 personas por km².

## Geografía
El municipio de Franklin se encuentra ubicado en las coordenadas 36°8′32″N 91°46′6″O / 36.14222, -91.76833. Según la Oficina del Censo de los Estados Unidos, el municipio tiene una superficie total de 61.89 km², de la cual 61,88 km² corresponden a tierra firme y (0 %) 0 km² es agua.

## Demografía
Según el censo de 2010, había 393 personas residiendo en el municipio de Franklin. La densidad de población era de 6,35 hab./km². De los 393 habitantes, el municipio de Franklin estaba compuesto por el 97,71 % blancos, el 1,27 % eran amerindios, el 0,25 % eran asiáticos, el 0,25 % eran de otras razas y el 0,51 % eran de una mezcla de razas. Del total de la población el 1,27 % eran hispanos o latinos de cualquier raza.